# Поднебеснова, Нина Николаевна
Нина Николаевна Поднебе́снова (урождённая Ударцева) (6 марта 1980 года) — российская марафонка и бегунья на длинные дистанции.

## Карьера
Воспитанница оренбургского спортивного клуба «Олимп». Переехав в Омск, стала представлять Омскую область. Многократный призёр и чемпион международных и всероссийских соревнований.

## Достижения
- Чемпион России по марафонскому бегу 2005 года
- Чемпион России в беге на 50 км по шоссе 2006 г. (г. Пущино)
- Серебряный призёр чемпионата России в беге по шоссе на 50 км 2007 г.
- Бронзовый призёр чемпионата России 2007 года в кроссе на 6 км.
- Бронзовый призёр чемпионата России 2010 года в марафоне.
- Серебряный призёр чемпионата России 2012 года в марафоне.
- Серебряный призёр чемпионата России 2014 года в полумарафоне.

- Победитель 13-го Тюменского международного марафона 2000 г.[2]
- Победитель Шербакульского полумарафона 2001, 2003, 2004, 2012, 2013 гг.
- Победитель Тарского полумарафона 2004 г.
- Победитель Рождественского полумарафона 2004, 2005, 2007, 2011, 2012, 2014 гг.
- Победитель Сибирского международного марафона 2011 г.
- Победитель Two Oceans Marathon 2014 г.[3], второе место там же в 2015 г.[4]
- Победитель Московского марафона 2015 г.
- Победитель Международного марафона в Цюрихе 2005 года.
- Победитель Международного марафона в Варшаве 2006 года.

## Образование
В 2002 году окончила Сибирский государственный университет физической культуры и спорта (факультет циклических и сложнокоординационных видов спорта).